# ألان كولمان
ألان كولمان (13 ديسمبر 1983 في المملكة المتحدة - ) (بالإنجليزية: Alan Coleman)‏ هو لاعب كريكت بريطاني. لعب مع نادي مقاطعة ميدلسكس للكريكت ‏ وDorset County Cricket Club ‏ وMiddlesex Cricket Board ‏.

## وصلات خارجية
- ألان كولمان على موقع إي آس بي آن كريك إنفو (الإنجليزية)